# Чернеччинська сільська рада (Краснопільський район)
Черне́ччинська сільська́ ра́да — колишній орган місцевого самоврядування у Краснопільському районі Сумської області. Адміністративний центр — село Чернеччина.

## Загальні відомості
- Населення ради: 1 394 особи (станом на 2001 рік)

## Населені пункти
Сільській раді підпорядковані населені пункти:
- с. Чернеччина
- с. Гапонівка
- с. Мозкове
- с. Ясенок

## Склад ради
Рада складається з 16 депутатів та голови.
- Голова ради: Рагулін Іван Федорович
- Секретар ради: Якущенко Ольга Анатоліївна

### Керівний склад попередніх скликань
| Прізвище, ім'я, по батькові | Основні відомості                                                         | Дата обрання | Дата звільнення |
| --------------------------- | ------------------------------------------------------------------------- | ------------ | --------------- |
| Рагулін Іван Федорович      | Сільський голова, 1956 року народження                                    | 26.03.2006   | 31.10.2010      |
| Лесь Світлана Михайлівна    | Сільський голова, 1960 року народження, освіта вища, член Партії регіонів | 31.10.2010   | 15.12.2013      |
| Рагулін Іван Федорович      | Сільський голова, 1956 року народження, освіта вища, безпартійний         | 15.12.2013   |                 |

Примітка: таблиця складена за даними сайту Верховної Ради України